# Sydney Rigby Wason
Sydney Rigby Wason, britanski general, * 1887, † 1969.